# Middlefield (Connecticut)
Middlefield – miasto w Stanach Zjednoczonych, w stanie Connecticut, w hrabstwie Middlesex.